# Marshall-Nunatak
Der Marshall-Nunatak ist ein rund 1000 m hoher und isolierter Nunatak im westantarktischen Ellsworthland. Er ragt 15 km östlich des Schwartz Peak  und 37 km ostsüdöstlich der FitzGerald Bluffs auf. Der Nunatak ist der östlichste einer Reihe von Gipfeln südöstlich der Bluffs.
Der United States Geological Survey (USGS) kartierte ihn anhand eigener Vermessungen und Luftaufnahmen der United States Navy aus den Jahren von 1961 bis 1966. Das Advisory Committee on Antarctic Names benannte ihn 1968 nach dem Topographieingenieur William F. Marshall vom USGS, der von 1967 bis 1968 in Antarktika tätig war.